# Avispa de los higos
Las avispas de los higos son avispas de la superfamilia Chalcidoidea que pasan su vida larval dentro de higos. La mayoría son polinizadoras de los higos, pero otras simplemente se alimentan de la planta. Todas las especies polinizadoras pertenecen a la familia Agaonidae, mientras que las no polinizadoras pertenecen a varias familias (todas dentro de la superfamilia Chalcidoidea). Las especies polinizadoras forman agallas, mientras que los miembros de los otros grupos, algunos forman agallas, otros usurpan las agallas formadas por otras especies y algunas posiblemente sean parasitoides.
Muchas especies de higos, género Ficus, sirven de alimento de una gran variedad de especies y por consiguiente son consideradas especies claves de sus respectivos ecosistemas. Sus polinizadores, a su vez, son también especies claves.

## Historia
Aristóteles describió, en su Historia de los animales, que las frutas de higos silvestres contenían avispillas, que se formaban como larvas, rompían la "piel" de la pupa y volaban como mosquitas. Él creía que se producían por generación espontánea.

## Adaptaciones morfológicas

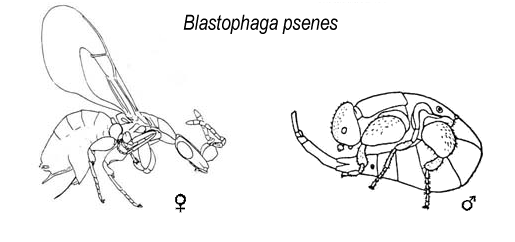
Hembra (izquierda, con ovipositor) y macho (sin alas) Blastophaga psenes

En la familia Agaonidae la hembra tiene alas normales, mientras el macho carece de ellas. Las únicas funciones del macho son el apareamiento dentro del sicono y ampliar la abertura del higo para que las hembras puedan escapar del interior de la fruta. En Strepsiptera existe un sistema similar pero invertido en que los machos son alados y las hembras nunca abandonan el lugar donde nacieron (el insecto huésped). Las hembras de Agaonidae y algunas otras especies de avispas de los higos penetran el fruto inmaduro por el ostiolo y depositan sus huevos en los estigmas de las pequeñas flores en el interior del mismo. Algunas de las especies de otras familias de avispas de los higos que no polinizan han desarrollado un ovipositor muy largo para poder depositar sus huevos desde afuera del higo (por ejemplo las de la subfamilia Sycoryctinae. 
La mayoría de las especies de higos (más de 600) tienen siconos con tres tipos de flores: masculinas, femeninas de pistilo corto y femeninas de pistilo largo. En el caso de avispas agaónidas, solo pueden depositar sus huevos en las flores de pistilo corto. Las otras son polinizadas y producen semillas. La hembra muere en el interior del higo. El higo posee enzimas que digieren a las avispas muertas y absorbe los nutrientes. Varias especies comerciales y ornamentales de higos son partenocárpicas y no requieren polinización. Producen frutos estériles.

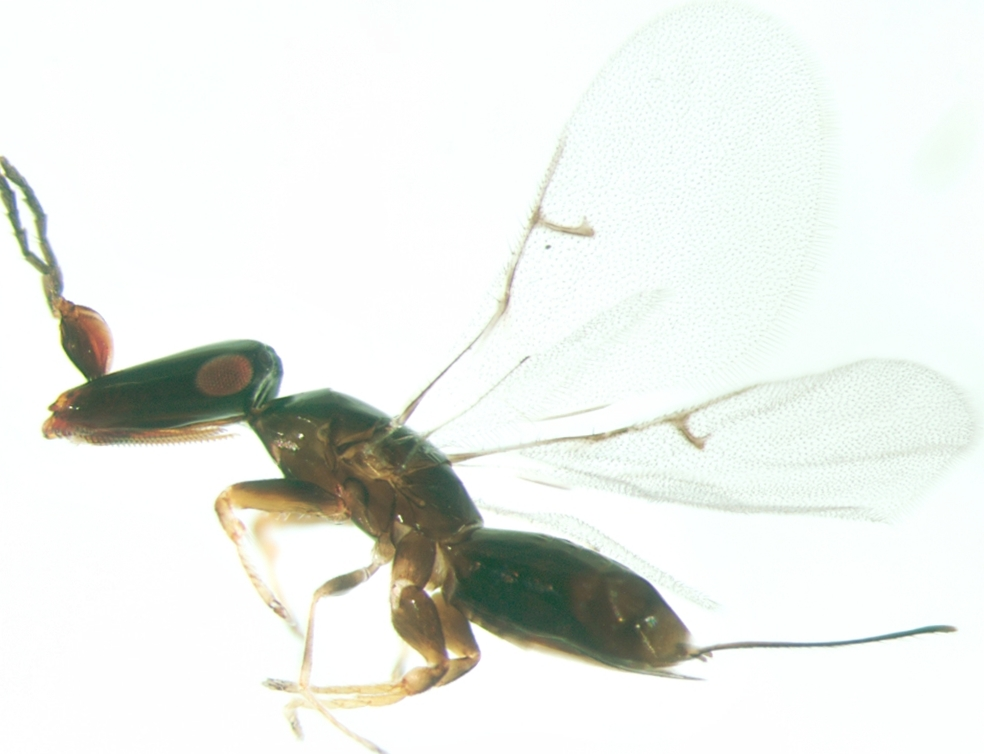
Pleistodontes sp. hembra

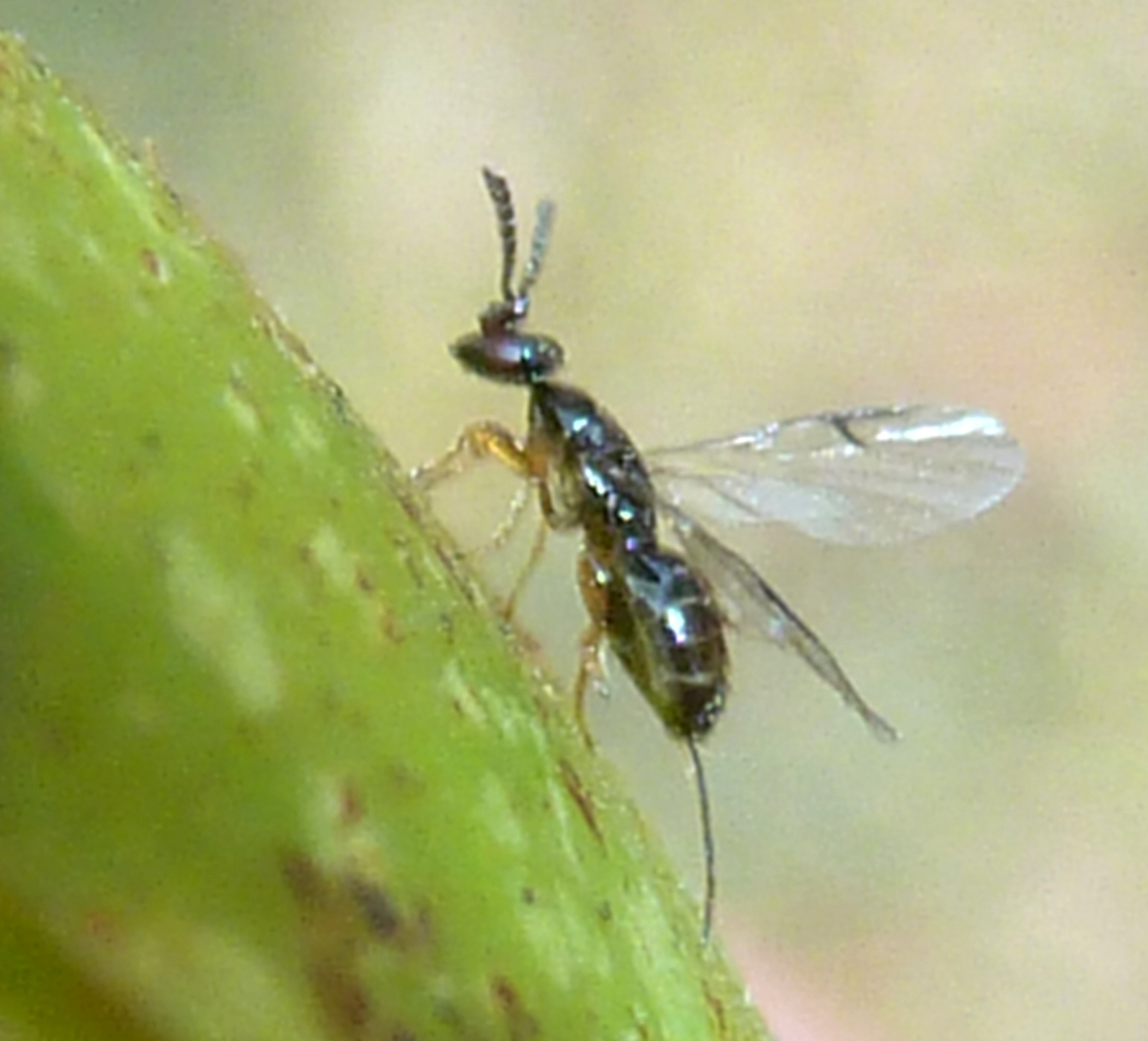
Las especies de Ceratosolen son polinizadores de las secciones de Ficus: Sycomorus, Sycocarpus y Neomorphe.

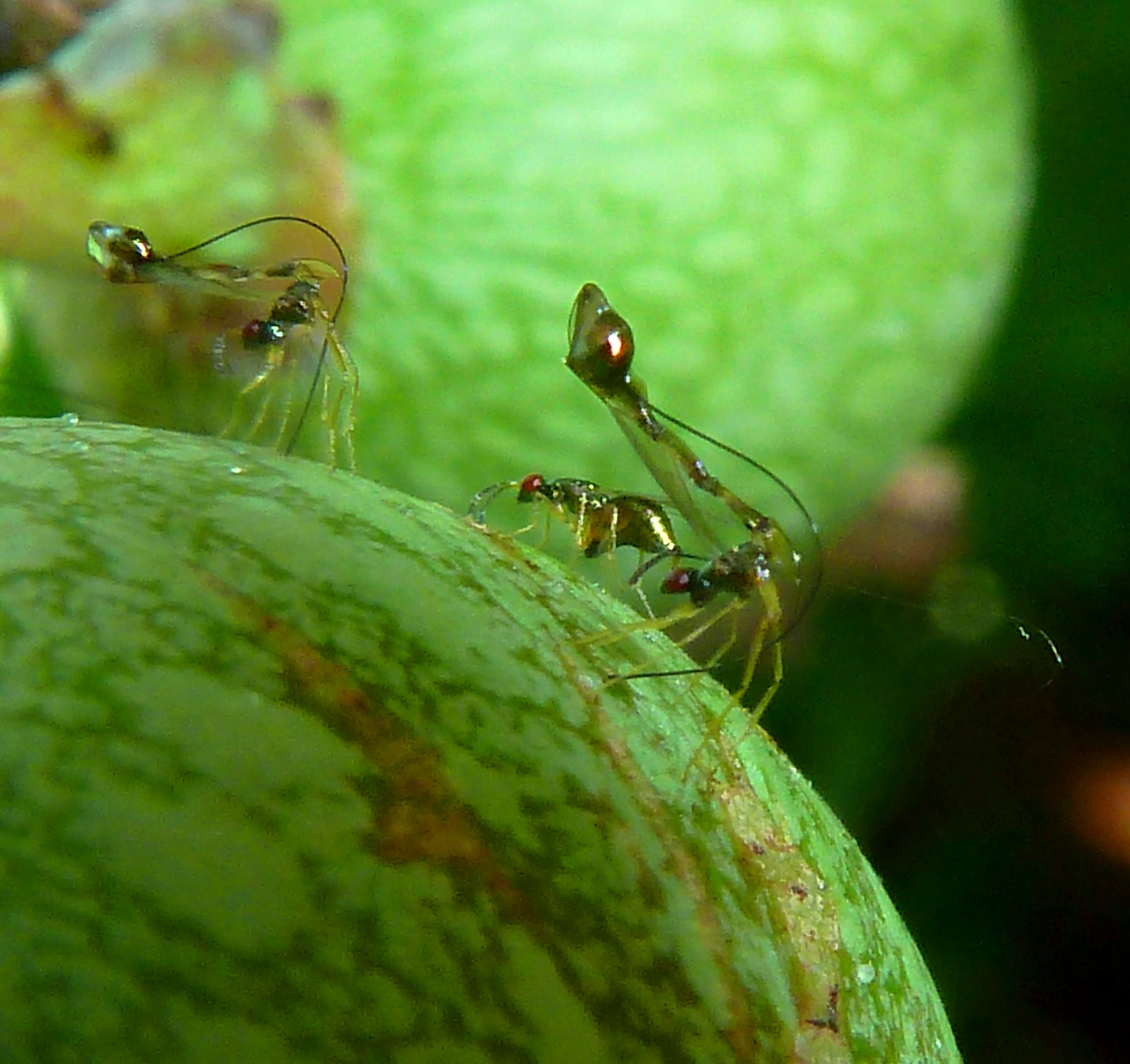
Avispa no polinizadora parasitoide Apocrypta depositando huevos en Ficus sur en Sudáfrica

## Ciclo biológico
El ciclo biológico de las avispas de los higos está íntimamente relacionado al de las plantas de higos que usan como hospederos. Las avispas de los higos se pueden agrupar en polinizadoras y no-polinizadoras. Las especies polinizadoras son parte de un mutualismo biológico, mientras que las no polinizadoras simplemente se benefician de esta relación. Sin embargo sus ciclos vitales son similares.
Si bien hay diferencias, en general, el ciclo de una avispa polinizadora de los higos es como sigue: una avispa hembra madura y fertilizada entra en el higo inmaduro (sicono) por medio de un agujero natural llamado ostiolo y deposita sus huevos en estigmas de las flores del interior del higo. El ostiolo es tan estrecho que, a menudo, pierde las alas o parte de ellas o sus antenas en su esfuerzo por entrar al higo. Para facilitar su entrada, la base de la cabeza tiene pequeñas epinas que le permiten afirmarse en las paredes del ostiolo. Cuando deposita sus huevos también deja polen que adquirió en el higo original donde naciera. Así poliniza las flores del interior del higo. Solo las flores de pistilo corto reciben huevos de avispas, las restantes pueden producir semillas. A continuación la avispa muere en el interior del higo.
Además de las especies polinizadoras, hay un número de especies de varias familias que depositan sus huevos en higos pero no los polinizan. Son parásitos del higo o también posiblemente de otras avispas de higos. A medida que el higo madura las avispas completan su ciclo vital. Los machos adultos de muchas especies carecen de alas y no pueden irse del higo. Se aparean con las hembras y luego excavan un túnel que permite que las hembras fertilizadas escapen del higo. Algunos mueren dentro del higo, otros caen fuera y también mueren pronto. Las hembras de las especies polinizadoras recogen polen y vuelan en busca de otro higo donde completan el ciclo.

## Coevolución
El mutualismo avispas/higos se originó hace entre 70 y 90 millones de años como producto de un proceso evolutionario muy especial. Hoy en día se tiene un conocimiento aproximado del proceso de cladogénesis y coadaptación de avispas e higos gracias a estudios con métodos morfológicos y moleculares. Hay evidencia de una corradiación de especies de higos y de avispas. Tal coespeciación da por resultado árboles filogenéticos similares para los linajes de las dos especies involucradas y los estudios recientes proveen una fuerte evidencia de coespeciación a esa escala.
Grupos bien definidos genéticamente de avispas polinizadoras coevolucionan en asociación con grupos mal definidos genéticamente de especies de higos. La constante hibridación de los higos promueve la constante evolución de nuevas especies de polinizadores. La alternancia de plantas hospederas y de polinizadores parece contribuir a la gran diversidad de especies de higos.

## Taxonomía
Las avispas de los higos son un grupo polifilético que incluye varios linajes no relacionados, con similitudes morfológicas, producto de su similar ciclo de vida dentro de higos. Aun es necesario aclarar la taxonomía y reunir los grupos filogenéticos en forma adecuada, especialmente los miembros de las familias Pteromalidae y Torymidae. Hasta ahora el número de géneros en estas familias permanece en flujo. Recientemente se ha actualizado la familia Agaonidae para incluir todas las avispas polinizadoras de higos y la subfamilia Sycophaginae. Otros taxones, como Epichrysomallinae, Sycoecinae, Otitesellinae y Sycoryctinae fueron trasladados a Pteromalidae. Las otras familias de Chalcidoidea que también contienen especies de avispas de los higos son: Ormyridae, Eurytomidae y Torymidae.

## Géneros
Familias y géneros de avispas de los higos según varias publicaciones:
- Agaonidae
  - Agaoninae
    - Agaon
    - Alfonsiella
    - Allotriozoon
    - Blastophaga
      - Blastophaga psenes

    - Courtella
    - Deilagaon
    - Dolichoris
    - Elisabethiella
    - Eupristina
    - Nigeriella
    - Paragaon
    - Pegoscapus
    - Platyscapa
    - Pleistodontes
    - Waterstoniella
    - Wiebesia

  - Kradibiinae
    - Ceratosolen
    - Kradibia

  - Sycophaginae
    - Anidarnes
    - Eukoebelea
    - Idarnes
    - Pseudidarnes
    - Sycophaga

  - Tetrapusiinae
    - Tetrapus
- Pteromalidae
  - Colotrechinae
    - Podvina

  - Epichrysomallinae
    - Acophila
    - Asycobia
    - Camarothorax
    - Epichrysomalla
    - Eufroggattia
    - Herodotia
    - Lachaisea
    - Meselatus
    - Neosycophila
    - Odontofroggatia
    - Parapilkhanivora
    - Sycobia
    - Sycobiomorphella
    - Sycomacophila
    - Sycophilodes
    - Sycophilomorpha
    - Sycotetra

  - Otitesellinae
    - Comptoniella
    - Eujacobsonia
    - Gaudalia
    - Grandiana
    - Grasseiana
    - Lipothymus
    - Marginalia
    - Micranisa
    - Micrognathophora
    - Otitesella
    - Philosycus
    - Philosycella
    - Walkerella

  - Pteromalinae
    - Ficicola
    - Hansonita

  - Sycoecinae
    - Crossogaster
    - Diaziella
    - Philocaenus
    - Robertsia
    - Seres
    - Sycoecus

  - Sycoryctinae
    - Adiyodiella
    - Apocrypta
    - Arachonia
    - Bouceka
    - Critogaster
    - Dobunabaa
    - Parasycobia
    - Philotrypesis
    - Philoverdance
    - Sycoscapter
    - Watshamiella
- Ormyridae
  -     - Ormyrus
- Eurytomidae
  -     - Bruchophagus
    - Eurytoma
    - Ficomila
    - Syceurytoma
    - Sycophila
- Torymidae
  -     - Megastigmus
    - Physothorax
    - Torymus